# Gyptis fasciatus
Gyptis fasciatus är en ringmaskart som först beskrevs av Grube 1855. Gyptis fasciatus ingår i släktet Gyptis, och familjen Hesionidae. Inga underarter finns listade i Catalogue of Life.